# Polygonia

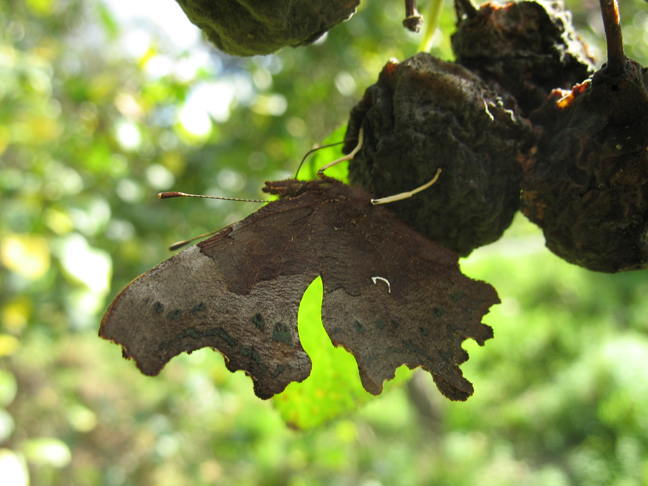
Unterseite des C-Falters mit typischem C-Zeichen

Polygonia (vom griechisch πολύς – polys, "viel" und γωνία – gōnia,  "Winkel") ist eine Gattung der Schmetterlinge (Tagfalter) aus der Familie der Edelfalter (Nymphalidae), die holoarktisch vorkommt.

## Merkmale
Die Falter haben stark gezackte Flügel, was der Gattung auch den Namen gab. Die Oberseiten sind hellbraun bis orange gefärbt und haben dunkle Flecke. Die Unterseiten der Hinterflügel sind in braunen und beigen Tönen marmoriert, was sie bei geschlossenen Flügeln sehr gut tarnt. Auf dem Hinterflügel ist ein weißes haken- oder winkelförmiges Zeichen, von dem der in Mitteleuropa vorkommende C-Falter seinen Namen hat. Die überwinternde Generation hat oft eine etwas andere Färbung als die nicht überwinternde Generation, eine Ausnahme stellt z. B. P. g-argenteum dar.

## Lebensweise
Die Raupen ernähren sich meist von Arten der früheren Ordnung Urticales mit den Familien der Ulmengewächse (Ulmaceae), Hanfgewächse (Cannabaceae), Maulbeergewächse (Moraceae) und Brennnesselgewächse (Urticaceae). Brennnesselgewächse fressen alle bis auf die eng verwandten Arten P. progne, P. haroldii, P. gracilis, P. oreas und P. zephyrus, die sich dafür aber teilweise auch von Heidekrautgewächsen (Ericaceae), Birken (Betula) und Johannisbeeren (Ribes) ernähren.
Die Falter haben ein lebhaftes Wesen, schweben gaukelnd zwischen den Büschen des Waldsaumes oder in Lichtungen, ruhen mit ausgebreiteten Flügeln auf Blättern oder dem Erdboden und saugen Feuchtigkeit oder ausfließenden Saft von Bäumen. Die meisten Arten überwintern als Falter.

## Systematik
Der Ursprung der Gattung liegt in der Paläarktis, vor etwa 18 bis 19 Millionen Jahren. Es gab wahrscheinlich zwei Besiedelungen der Nearktis. Der gemeinsame Vorfahre ernährte sich wahrscheinlich von Urticales, da immer noch  viele Arten auf diese Pflanzen spezialisiert sind. Manche haben ihr Nahrungsspektrum erweitert, einige fressen heute ganz andere Pflanzen.
Die Schwestergattungen sind die monotypische Kaniska mit Kaniska canace, Aglais und Nymphalis mit jeweils 6 Arten. Manchmal werden Kaniska, Aglais und Polygonia als Untergattungen von Nymphalis betrachtet, da alle Arten eng miteinander verwandt sind.
Die Typusart der Gattung ist P. c-aureum. Sie ist die Schwester zur Abstammungslinie mit allen anderen Arten. P. egea und P. undina sind sehr eng verwandt und haben sich wahrscheinlich vor 8 bis 13 Millionen Jahren getrennt, sie bilden die Schwesterklade zu P. gigantea. P. undina wurde erst nach einer DNA-Analyse vom Unterart- auf den Art-Status gehoben, da sie klar differenziert von P. egea ist und keine Hybridisierung bekannt ist. Zusammen mit der Klade aus P. c-album, P. interposita and P. faunus bilden diese Arten der Paläarktis die Schwesterklade zu den Arten der Nearktis, wobei P. interposita vor der DNA-Analyse als Unterart von P. c-album gesehen wurde. Die Arten der Nearktis P. comma und P. g-argenteum sind eng verwandt und haben sich wahrscheinlich erst vor 2 bis 3 Millionen Jahren getrennt. Die DNA-Analyse von P. satyrus ergibt ein teils widersprüchliches Bild, das auf Introgression mit dem Vorfahren der Klade aus P. gracilis, P. zephyrus und P. haroldii hindeutet. Die DNA-Analysen haben auch gezeigt, das P. oreas keine Unterart von P. progne, sondern eine eigene Art ist. P. zephyrus und P. gracilis sind sehr eng miteinander verwandt, der Artstatus ist nicht sicher, da es eine breite Zone mit Hybriden im westlichen Kanada gibt, die nicht der einen oder anderen Art zugeordnet werden können.
- C-Falter Polygonia c-album (Linnaeus, 1758) – Europa, Nordafrika und Asien bis Japan[4]
- Polygonia c-aureum (Linnaeus, 1758) – Ostasien[4]
- Polygonia comma (Harris, 1842) – USA und Kanada[5]
- Südlicher C-Falter (Polygonia egea) (Cramer, 1775) – Südeuropa bis Afghanistan[4]
- Polygonia faunus (Edwards, W. H., 1862) – USA und Kanada[5]
- Polygonia g-argenteum Doubleday & Hewitson, 1846 – Mexiko[2]
- Polygonia gigantea (Leech, 1883) – China[1]
- Polygonia gracilis (Grote & Robinson, 1867) – USA und Kanada[5]
  - Polygonia gracilis zephyrus (Edwards, W. H., 1870) – USA und Kanada[5]
- Polygonia haroldii Dewitz, 1877 – Mexiko[2]
- Polygonia interposita (Staudinger, 1881) – Asien[4]
- Polygonia interrogationis (Fabricius, 1798) – Mexiko, USA und Kanada[5]
- Polygonia oreas (Edwards, W. H., 1869) – USA und Kanada[5]
- Polygonia progne (Cramer, 1775) – USA und Kanada[5]
- Polygonia satyrus (Edwards,W. H., 1869) – USA und Kanada[5]
- Polygonia undina (Grum-Grschimailo, 1890) – Asien

### Synonyme
- Eugonia Hübner 1819
- Comma Rennie 1832
- Grapta Kirby 1837[6]